# Klub Artystyczny „S”
Klub Artystyczny „S” – polskie ugrupowanie literackie o charakterze awangardowym, działające w latach 1933-1936 w Warszawie.
Z grupą związani byli m.in. Włodzimierz Pietrzak, Stefan Żółkiewski, Alfred Łaszowski i Jan Kott. Grupa odwoływała się do osiągnięć Awangardy Krakowskiej i poetów, takich jak Tadeusz Peiper oraz Julian Przyboś. Główną formą aktywności klubu były spotkania literackie, odczyty i dyskusje na temat polskich i obcojęzycznych twórców awangardowych.